# Stylaster bellus
Stylaster bellus är en nässeldjursart som först beskrevs av James Dwight Dana 1848.  Stylaster bellus ingår i släktet Stylaster och familjen Stylasteridae. Inga underarter finns listade i Catalogue of Life.